# Калфа
Вижте пояснителната страница за други значения на Калфа.
Калфа при гилдиите е наименование на ученик, който се намира на втората степен при усвояването на един занаят. Първата степен е чирак, следвана от калфа и най-накрая майстор. Степените са в зависимост от сръчността и умението, както и от годините опит. Калфите нямат своя собствена работилница, но след няколко години обучение при майстор, те самите могат да станат майстори. През 14 – 15 век във връзка със западането на занаятите, процедурата за ставане на майстор става по-трудна и по-сложна. Само близки роднини на майстора могат да постъпват в гилдията, а някои калфи остават такива завинаги, с други думи наемни работници.